# Björn Skifs

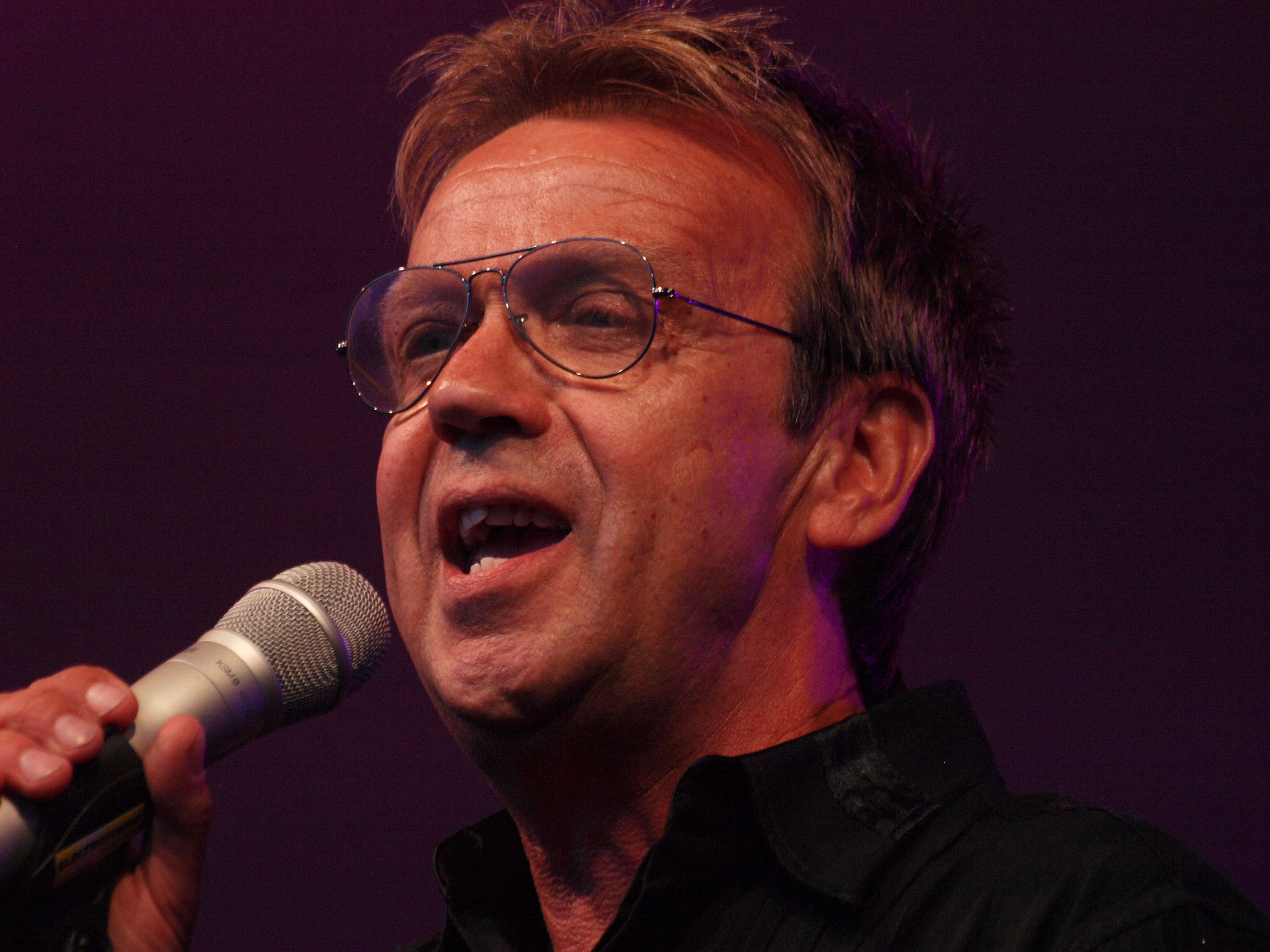
Björn Skifs (2010)

Björn Skifs (* 20. April 1947 in Vansbro) ist ein schwedischer Sänger und Schauspieler.

## Werdegang
In den 1960er Jahren wurde er in Schweden als Sänger seiner Beatband Slam Creepers` bekannt. Nach deren Trennung gründete er Blue Swede. Deren erfolgreichste Single, Hooked on a Feeling (im Original von B. J. Thomas), war Nummer 1 in den US-Charts von 1974. Skifs verließ die Band 1976 um eine Solokarriere zu starten. Er nahm zweimal am Eurovision Song Contest teil: beim Wettbewerb 1978 in Paris landete er mit Det blir alltid värre framåt natten auf Platz 14, beim Wettbewerb 1981 erreichte er mit Fångad i en dröm den zehnten Platz. 1984 war er als The Arbiter auf dem Originalalbum des Musicals Chess zu hören.
Vor allem in den 1980–90er Jahren hatte Skifs Hauptrollen in schwedischen Musicals, Comedy-Spielfilmen und einigen Fernsehfilmen. Ein Hit in Schweden war der Comedyfilm Strul von 1988 wo er einen Gangster mimte.
Skifs sang zusammen mit der Sängerin Agnes den Song When You Tell the World You're Mine auf der Hochzeit von Victoria und Daniel von Schweden am 19. Juni 2010 in Stockholm. Dieser Titel wurde kurz darauf Nummer 1 in den schwedischen Charts.

## Diskografie

### Mit Slam Creepers
- 1967: Bubbles
- 1968: Sweet Ruth

### Mit Blue Swede
- 1973: Hooked on a Feeling
- 1974: Out of the Blue

### Soloalben
| Jahr | Titel                                | Höchstplatzierung, Gesamtwochen, AuszeichnungChartsChartplatzierungen (Jahr, Titel, Platzierungen, Wochen, Auszeichnungen, Anmerkungen) | Anmerkungen |
| Jahr | Titel                                | SE | Anmerkungen |
| ---- | ------------------------------------ | --- | ----------- |
| 1975 | Schiffz!                             | SE2 (19 Wo.)SE |             |
| 1977 | Watch Out!                           | SE2 (12 Wo.)SE |             |
| 1977 | Björns bästa                         | SE19 (10 Wo.)SE |             |
| 1979 | Split Vision                         | SE8 (6 Wo.)SE |             |
| 1982 | Spök                                 | SE41 (1 Wo.)SE |             |
| 1984 | If … Then …                          | SE7 (7 Wo.)SE |             |
| 1985 | Vild honung                          | SE21 (3 Wo.)SE |             |
| 1988 | Zick Zack                            | SE31 (2 Wo.)SE |             |
| 1997 | 50/50                                | SE6 (17 Wo.)SE |             |
| 2001 | Back on Track                        | SE8 Gold · (14 Wo.)SE |             |
| 2001 | Ingen annan                          | SE19 Gold · (18 Wo.)SE |             |
| 2004 | Skifs Hits!                          | SE10 Gold · (19 Wo.)SE |             |
| 2005 | Decennier – sånger från en annan tid | SE1 Platin · (33 Wo.)SE |             |
| 2006 | Andra decennier                      | SE1 Gold · (20 Wo.)SE |             |
| 2007 | I2I                                  | SE2 Gold · (17 Wo.)SE |             |
| 2010 | Da Capo                              | SE3 Gold · (17 Wo.)SE |             |
| 2011 | Break the Spell                      | SE1 Gold · (18 Wo.)SE |             |
| 2017 | Bästa nu och då                      | SE24 (1 Wo.)SE |             |
| 2017 | Every Bit of My Life 1967-2017       | SE15 (1 Wo.)SE |             |
| 2021 | It’s Christmas                       | SE3 (5 Wo.)SE |             |

Weitere Soloalben
- 1969: Every Bit of My Life
- 1970: From Both Sides Now
- 1971: Opopoppa
- 1972: Blåblus
- 1973: Pinewood Rally (mit Blåblus)
- 1978: When the Night Comes
- 1980: Zkiffz (mit Zkiffz)
- 1984: Paris – Dakar – Köpenhamn
- 2006: Andra decennier

### Singles
| Jahr | Titel Album                             | Höchstplatzierung, Gesamtwochen, AuszeichnungChartsChartplatzierungen (Jahr, Titel, Album, Platzierungen, Wochen, Auszeichnungen, Anmerkungen) | Anmerkungen |
| Jahr | Titel Album                             | SE | Anmerkungen |
| ---- | --------------------------------------- | --- | ----------- |
| 1976 | Vi bygger oss en båt Schiffz!           | SE11 (5 Wo.)SE |             |
| 1976 | Firefly Watch Out!                      | SE3 (10 Wo.)SE |             |
| 1977 | Lady Watch Out!                         | SE4 (11 Wo.)SE |             |
| 1978 | Härligt, härligt men farligt, farligt – | SE8 (4 Wo.)SE |             |
| 1978 | Det blir alltid värre framåt natten –   | SE8 (4 Wo.)SE |             |
| 1981 | Fångad i en dröm Spök                   | SE11 (3 Wo.)SE |             |
| 2010 | When You Tell the World You’re Mine –   | SE1 (18 Wo.)SE | mit Agnes   |
| 2020 | (Christmas Eve) After Midnight –        | SE100 (1 Wo.)SE |             |
| 2021 | It’s Christmas                          | SE77 (2 Wo.)SE |             |